# Journal intime (film, 1993)
Pour les articles homonymes, voir journal intime (homonymie).
Pour plus de détails, voir Fiche technique et Distribution.
Journal intime (Caro diario, littéralement « Cher journal ») est un film italiano-français écrit, réalisé, produit et interprété par Nanni Moretti, sorti en 1993. Le film a obtenu le prix de la mise en scène du Festival de Cannes 1994.

## Synopsis
Journal intime est composé de trois épisodes dans lesquels Nanni Moretti joue son propre rôle dans une sorte de dialogue avec son journal intime comme le suggère le titre.

### En Vespa
Le premier épisode, En Vespa, montre l'acteur dans sa promenade en Vespa à travers les quartiers d'une Rome estivale et à moitié déserte, interrogeant des passants. La photographie des beautés du paysage architectural et monumental accompagne les réflexions du réalisateur qui passent de la critique cinématographique en général et du cinéma hollywoodien en particulier, à la sociologie et à la complexité urbanistique de tous ces quartiers périphériques de la capitale. Sa plus grande joie, danser dans un bal populaire. Parfois, il s'arrête pour voir un film dans un bar. L'épisode s'ouvre à Garbatella et se termine à Ostie, sur le lieu où fut assassiné Pier Paolo Pasolini, où se trouve un monument érigé à sa mémoire et où Moretti se rend, sur la musique du Köln Concert de Keith Jarrett. L'une des scènes les plus caractéristiques de cet épisode est celle de la visite à Spinaceto, un quartier du sud de la capitale, dont Moretti parcourt les rues après en avoir entendu parler de manière négative : « Alors, allons voir Spinaceto. »

### Les îles
Dans le second épisode, Les îles, Moretti est en voyage dans les îles Éoliennes, fuyant la frénésie de la vie citadine. En visite sur l'île de Lipari chez son ami Gerardo où il s'est retiré pour étudier, il ne réussit cependant pas à trouver la tranquillité tant convoitée dans la confusion touristique. Les deux amis se rendent alors sur l'île de Salina, où ils sont accueillis chez un couple d'amis de Gerardo, lesquels se débattent avec l'éducation problématique de leur fils, un enfant gâté et télédépendant. Gerardo, depuis toujours allergique à la télévision se découvre étonnamment séduit, en particulier par les soap opera. Sur l'île de Stromboli, le maire mégalomane voudrait les entraîner dans des projets extravagants. En visitant le volcan, Gerardo réussit à demander à des touristes américains de lui révéler en avant-première les événements du soap opera Amour, Gloire et Beauté, pas encore diffusé en Italie, mais tous les types de programmes télévisuels l'attirent désormais, trouvant dans chacun d'eux différents mobiles intellectuels. Les deux hommes décident d'aller vers Panarea mais ce choix se révèle également malheureux, car ils tombent sur deux animatrices d'événements mondains et repartent à la course vers l'hydroglisseur. Découragé par cet énième échec, Moretti décide de se rendre sur l'île d'Alicudi, la plus « sauvage » de l'archipel, dépourvue d'eau courante et d'électricité. Ils semblent finalement satisfaits quand l'ami Gerardo s'enfuit de l'île, désespéré, se rendant compte que, alors qu'il n'en ressentait pas le manque, il allait être privé de télévision.

### Les médecins
Le dernier épisode, Les Médecins, raconte son odyssée, autobiographique et en partie filmée depuis la vie réelle, aux prises avec un lymphome de Hodgkin (tumeur du système lymphatique au pronostic plus favorable en regard du lymphome non Hodgkin), dont il ne s'est rendu compte qu'après une série d'avis discordants, consultations imprécises, soins inutiles et dispendieux. À partir du symptôme d'un prurit en évolution au point de perturber son sommeil, de transpiration et d'amaigrissement, il s'adresse en vain à plusieurs « lumières » de la dermatologie, obtenant seulement de continuelles prescriptions pharmaceutiques, de différents types de shampoings et enfin d'une cure dans une localité balnéaire. Après avoir risqué un choc anaphylactique à cause d'un vaccin qui se révélera inutile, il se tourne vers la médecine orientale. Un médecin acupuncteur lui conseille des contrôles radiographiques ; le scanner semble indiquer la présence d'un sarcome pulmonaire incurable ; l'intervention chirurgicale met cette fois en évidence un lymphome de Hodgkin pour lequel le réalisateur commence des séances de chimiothérapie, qui se déroulent et qu'il filme dans son appartement. En consultant une encyclopédie médicale, Moretti trouve la confirmation de ce que les symptômes de cette maladie sont bien ceux dont il a souffert et dont il a toujours fait état en anamnèse. Déçu (« Les médecins savent parler mais pas écouter »), il conclut cet épisode, raconté à la table d'un bar rempli des produits achetés, par un brindisi avec un verre d'eau avalé l'estomac vide (« Ils disent que ça fait du bien »).

## Fiche technique
- Titre original : Caro diario
- Titre français : Journal intime
- Réalisation : Nanni Moretti
- Scénario : Nanni Moretti
- Photographie : Giuseppe Lanci
- Montage : Mirco Garrone
- Musique : Nicola Piovani
- Décors : Marta Maffucci
- Production : Nanni Moretti, Angelo Barbagallo, Nella Banfi
- Société de production	: Sacher Film, Banfilm
- Pays d'origine :  Italie et  France
- Langue : italien
- Format : couleur - 1,66:1 - 35 mm
- Genre : journal intime filmé
- Durée : 100 minutes
- Date de sortie : 12 novembre 1993 (Italie) ; 20 mai 1994 (France)

## Distribution
- Nanni Moretti : Nanni
- Antonio Petrocelli (it) : l'acteur
- Giulio Base : l'automobiliste
- Italo Spinelli (it) : Muretto di Spinaceto
- Carlo Mazzacurati : le critique
- Jennifer Beals : elle-même
- Alexandre Rockwell : lui-même
- Renato Carpentieri : Gerardo
- Marco Paolini : l'homme du premier couple
- Antonio Neiwiller (it) : le maire de Stromboli
- Riccardo Zinna : un habitant d'Alicudi
- Moni Ovadia : Lucio
- Valerio Magrelli : le premier dermatologue
- Roberto Nobile : le dernier dermatologue
- Mario Schiano (en)
- Umberto Contarello (it) : l'assistant des médecins chinois

## Production

### Premier tournage

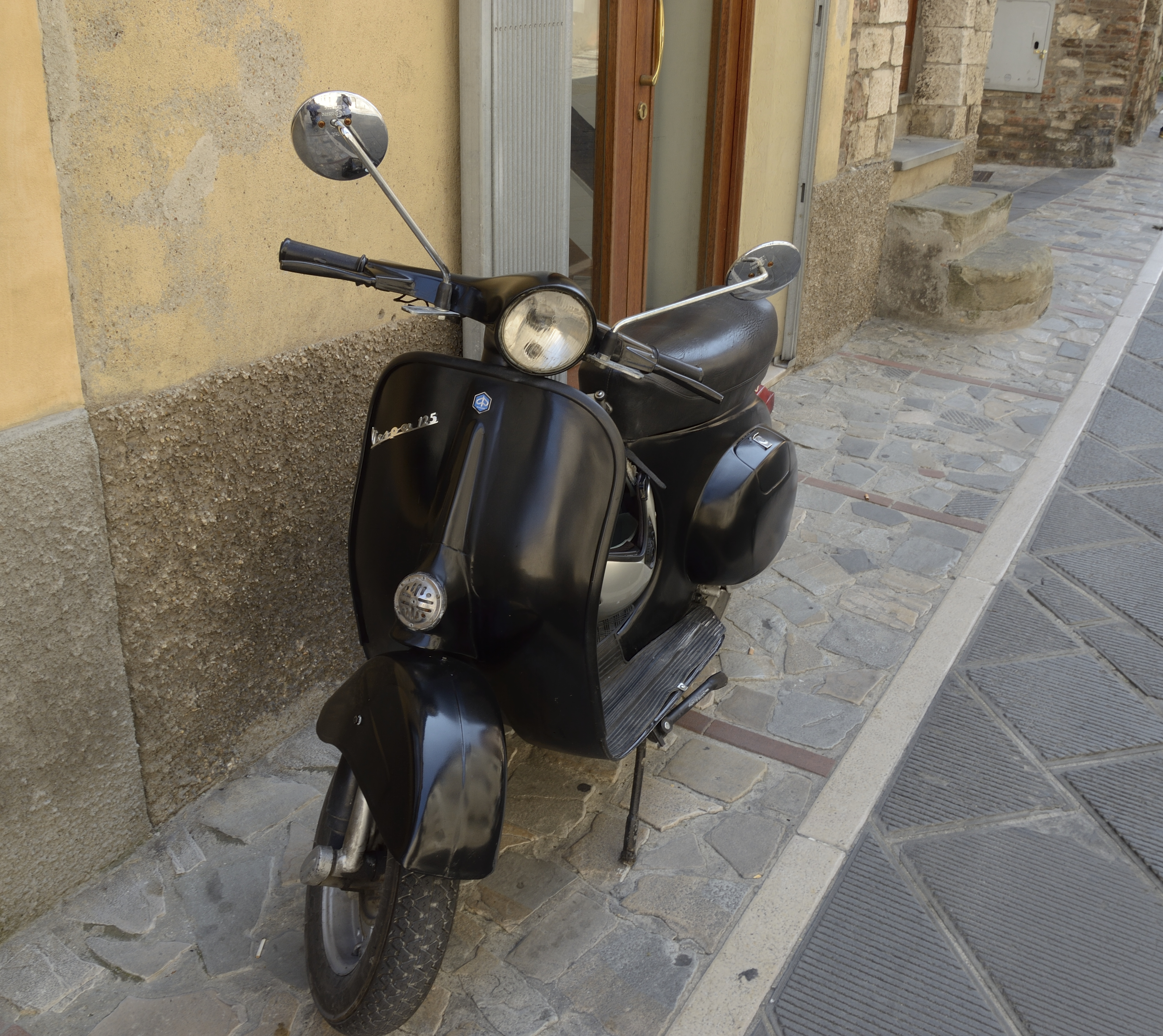
Une Vespa.

En 1992, Nanni Moretti envisage de faire un film qui raconterait l'histoire d'un psychanalyste qui se serait déroulé dans les îles Éoliennes. Il effectue des repérages. Il sait qu'il va s'agir d'un film cher. Parallèlement, comme il reste à Rome au mois d'août, Nanni Moretti décide, puisqu'il est son propre producteur et qu'il détient aussi un cinéma, le Nuovo Sacher, de tourner un court métrage sur les promenades qu'il effectue en Vespa. Il le tourne sur deux week-ends. Le film est présenté à Giuseppe Lanci, le chef opérateur de Palombella rossa comme un court métrage documentaire.
Moretti choisit longuement la couleur verte dans laquelle il décide de repeindre ce scooter, et aura la surprise de la voir apparaître bleue à l'image. Les séquences de Vespa sont tournées en équipé très réduite : c'est l'associé de Nanni Moretti, le producteur Angelo Barbagallo qui conduit le véhicule (une Citroën Méhari) où se trouve la caméra tandis que Lanci filme, aidé d'un assistant à qui il donne les indications de diaphragme « à l'œil. » Ils utilisent un système de camera-car (it) et essayent différentes manières de filmer pour atténuer les vibrations de la route, notamment en utilisant des ralentis pour les plans subjectifs sur les immeubles vus de la Vespa. L'équipe tourne aussi la séquence où Moretti se rend là où Pier Paolo Pasolini a été tué et, lors de la projection des rushes, le réalisateur diffuse sur un tourne-disque une musique de Keith Jarett, ce qui, selon le chef-opérateur, est très émouvant.
Nanni Moretti tourne la séquence où il rencontre Jennifer Beals.
Cet été-là, il tourne aussi dans les locaux de sa maison de production la séquence où le réalisateur Carlo Mazzacurati incarne un critique de cinéma. (Nanni Moretti pense tout d'abord pour ce rôle à son ami le réalisateur Italo Spinelli (it) et dira par la suite que s'il avait su qu'il s'agirait d'un long métrage il n'aurait pas fait appel à Mazzacurati.) Carlo Mazzacurati explique que Nanni Moretti lui a « tendu un piège » pour lui faire jouer la scène : comme Moretti n'était officiellement pas dans une période de tournage, il l'a fait venir dans son bureau sous un prétexte, l'aurait « obligé à mettre un maillot de corps » puis a fait venir son équipe et lui a demandé d'improviser pendant qu'il l'insultait. Le stress créé par la situation lui a rendu l'état d'esprit du personnage facile à atteindre.

### Transformation en long métrage
En voyant les rushes, il prend au réalisateur l'envie de tourner un film entier dans le même esprit de légèreté. Il décide alors d'y aborder son rapport aux médecins lors du cancer qui l'a affecté en 1991 et reprend pour écrire cette partie les ordonnances qu'il a gardées lors des errements de diagnostics qu'il a subis ainsi que les notes qu'il a prises lors de ses entretiens avec les différents médecins. Il souhaite faire un film basé sur cette réalité, en s'en écartant le moins possible, et en y ajoutant « une pointe d'ironie. » Le projet comporte alors quatre parties : En Vespa, qui est en partie tournée, la partie sur les médecins, celle sur les Iles et un autre segment, intitulé Le Critique et le Réalisateur. Cet épisode est le seul qui n'est pas autobiographique et dont Moretti ne doit pas être l'acteur principal (il a choisi Silvio Orlando).
Nanni Moretti commence son tournage en février 1993. Deux semaines avant, il décide de supprimer le chapitre Le Critique et le Réalisateur car il le trouve trop différent des autres. Il tourne d'abord le chapitre sur les médecins, puis certaines parties du chapitre En Vespa comme le faux film italien que son personnage va voir au cinéma, puis Les Îles. Sur En Vespa, l'équipe est toujours très réduite, comme pour la première période de tournage. Un ingénieur du son n'est adjoint à l'équipe de tournage que pour les séquences qui incluent une rencontre. L'équipe est plus importante sur le segment Les Îles et plus réduite, de par la nature documentaire du récit, sur Les Médecins. Seules certaines séquences sont tournées à deux caméras, comme la séquence avec le groupe musical.

### Montage
Journal intime est un film réellement construit au montage. Moretti tourne de nouveau certaines scènes après une première période de montage.
Le film est monté sur une Moviola. C'est là que sont d'abord essayées les musiques originales que le réalisateur souhaite pour le film. Les musiques originales composées par Nicol Piovani pour les commentaire de Nanni Moretti sont ajoutées par la suite.
Selon Mirco Garonne, le monteur du film, la séquence où Moretti se rend là où Pier Paolo Pasolini est mort doit à l'origine constituer un documentaire autonome. C'est lui qui va convaincre Moretti de s'en servir pour clore le premier chapitre.

## Accueil
Le film, primé au festival de Cannes, permet à son réalisateur d'être connu au niveau international.
Selon Nanni Moretti, le film aurait permis de relancer les ventes de disques de Keith Jarrett, Khaled ou Brian Eno.